# Dromomerycidae
I dromomericidi (Dromomerycidae) sono un gruppo di mammiferi artiodattili estinti, probabilmente imparentati con i cervidi. Vissero tra il Miocene medio e il Pliocene inferiore (circa 16 - 5 milioni di anni fa) e i loro resti fossili sono stati ritrovati in Nordamerica e in Sudamerica.

## Descrizione
Questi animali dovevano essere piuttosto simili a caprioli o ad antilocapre, ed erano dotati di caratteristiche appendici frontali simili a corna. Queste strutture non erano biramate né decidue e probabilmente erano presenti nei soli maschi (con l'eccezione di Aletomeryx, in cui ambo i sessi possedevano appendici frontali). Il cranio di alcuni generi era inoltre dotato di appendici posteriori mediane allungate, come un corno che sporgeva dalla nuca (ad esempio in Procranioceras e in Cranioceras), o di rilievi ossei appaiati nella zona del naso (come in Sinclairomeryx). L'aspetto di questi animali era quindi piuttosto bizzarro se rapportato a quello degli attuali cervidi o antilocapridi. Le zampe erano lunghe e snelle (in particolare in forme come Aletomeryx); la dentatura variava da forme con molari a corona bassa (brachidonti) a forme con molari a corona alta (ipsodonti). 

## Classificazione
I dromomericidi sono una famiglia di artiodattili chiaramente ascrivibili al grande gruppo dei Pecora, comprendenti anche bovidi, cervidi, giraffidi, moschidi e antilocapridi. Non è chiara, tuttavia, la reale parentela con le altre famiglie all'interno del gruppo, anche se sembra che possano essere messi in relazione con i cervidi o con gli estinti paleomericidi; i dromomericidi sono stati spesso ascritti a quest'ultima famiglia (comprendente una serie di forme del Vecchio Mondo dotate anch'esse di appendici craniche insolite), ma sembra più probabile un'origine indipendente. 
Inizialmente i dromomericidi sono stati descritti come una sottofamiglia (Dromomerycinae) da Frick nel 1937, per accogliere alcune forme di ruminanti nordamericani del Miocene. Uno studio di Janis e Manning del 1998 ha elevato il gruppo a rango di famiglia. Studi successivi hanno provato a chiarire la sistematica all'interno del gruppo, distinguendo nei Dromomerycidae almeno due sottofamiglie, gli aletomericini (Aletomerycinae) dalle appendici poco sviluppate ma dalla dentatura e dalle zampe molto specializzate, e i dromomericini (Dromomerycinae) dotati di zampe più corte e di molari più bassi ma di appendici più elaborate; quest'ultima sottofamiglia include due tribù, i Dromomerycini (caratterizzati da una flangia basale delle appendici frontali) e i Cranioceratini (con appendici occipitali elaborate e allungate). 
Di seguito è tratto un cladogramma tratto e modificato da https://www.mv.helsinki.fi/home/mhaaramo/metazoa/deuterostoma/chordata/synapsida/eutheria/artiodactyla/cervoidea/palaeomerycidae.html :

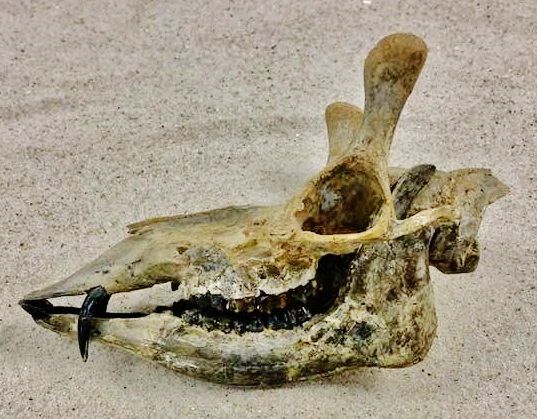
Cranio di Aletomeryx gracilis

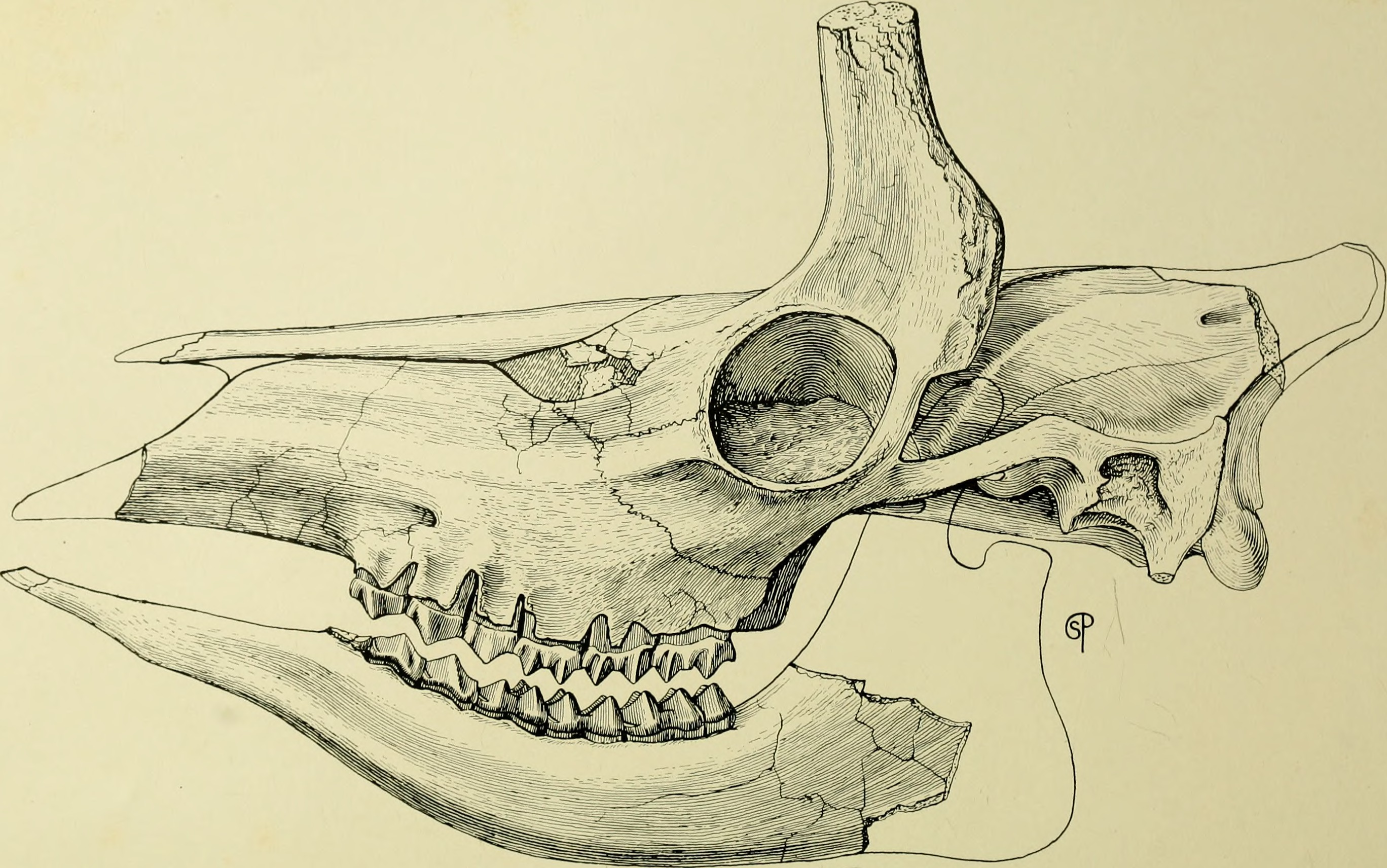
Raffigurazione del cranio di Dromomeryx

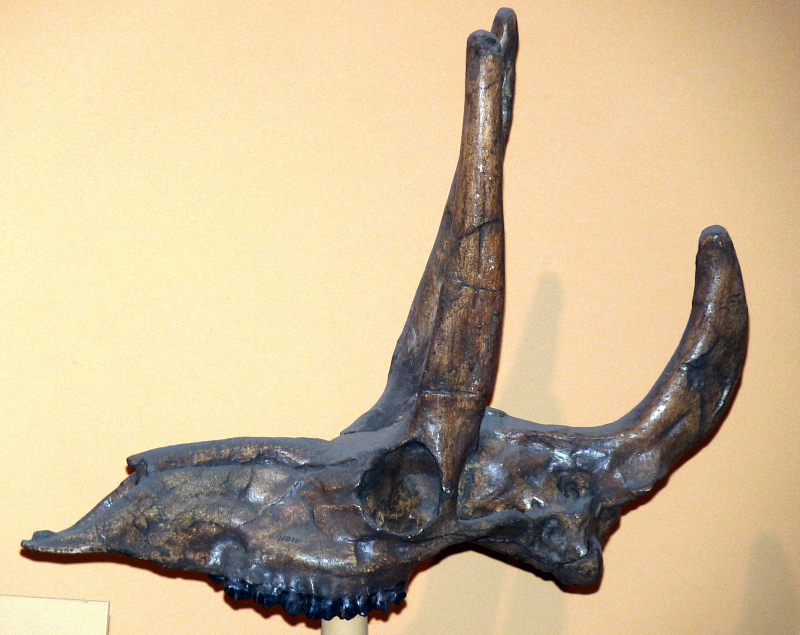
Cranio di Procranioceras skinneri

```
 †
Dromomerycidae
 
        |--o †
Aletomerycinae
 Frick, 1937 
        |  |-- †
Diabolocornis simonsi
 Beatty, 2010
        |  |--o †
Sinclairomeryx
 Frick, 1937
        |  |  |-- †S. riparius (Matthew, 1924) Frick, 1937 
        |  |  `-- †S. tedi Frick, 1937
        |  `--o †
Aletomeryx
 Lund, 1920 
        |     |-- †A. gracilis Lund, 1920
        |     |-- †A. marshi (Lull, 1920) Frick, 1937 
        |     |-- †A. scotti (Matthew, 1924) Frick, 1937 
        |     |-- †A. lugni Frick, 1937
        |     |-- †A. marslandensis Frick, 1937
        |     `-- †A. occidentalis Whistler, 1984
        `--o †
Dromomerycinae
 Frick, 1937 
           |--o †
Dromomerycini
 Frick, 1937
           |  |--o †
Drepanomeryx
 Sinclair, 1915
           |  |  |-- †D. (Matthomeryx) matthewi Frick, 1937
           |  |  `-- †D. (Drepanomeryx) falciformis (Sinclair, 1915) Frick, 1937
           |  `--+--o †
Rakomeryx
 Frick, 1937 
           |     |  |-- †R. raki Frick, 1937
           |     |  |-- †R. jorakianus Frick, 1937
           |     |  |-- †R. yermonensis Frick, 1937
           |     |  |-- †R. gazini Frick, 1937 
           |     |  |-- †R. sinclairi (Matthew, 1924) Skinner, Skinner & Gooris, 1977
           |     |  `-- †R. kinseyi (Frick, 1937) 
           |     `--o †
Dromomeryx
 Douglass, 1909 sensu lato
           |        |--o †
Subdromomeryx
 Frick, 1937 
           |        |  |-- †S. scotti Frick, 1937
           |        |  |-- †S. wilsoni Skinner, Skinner & Gooris, 1977?
           |        |  `-- †S. antilopinus (Scott, 1893) 
           |        `--o †
Dromomeryx
 Douglass, 1909 sensu Frick, 1937 [sensu stricto]
           |           |-- †D. borealis (Cope, 1878) Douglass, 1909 
           |           |-- †D. pawniensis Frick, 1937
           |           `-- †D. whitfordi Sinclair, 1915 
           `--o †
Cranioceratini
 Frick, 1937
              |-- †
Surameryx acrensis
 Prothero, Campbell, Beatty & Frailey, 2014 
              |--o †
Barbouromeryx
 Frick, 1937
              |  |-- †(Probarbouromeryx) sweeti Frick, 1937
              |  |-- †(Protobarbouromeryx) marslandensis Frick, 1937
              |  `--o †(Barbouromeryx) Frick, 1937
              |     |-- †B. (B.) trigonocorneus (Barbour & Schultz, 1934) 
              |     `-- †B. (B.) cursor (Cooke, 1922)
              `--+--o †
Bouromeryx
 Frick, 1937 
                 |  |-- †B. milleri Frick, 1937
                 |  |-- †B. submilleri Frick, 1937
                 |  |-- †B. americanus (Douglass, 1899) 
                 |  |-- †B. supernebrascensis Frick, 1937
                 |  |-- †B. pseudonebrascensis Frick, 1937
                 |  |-- †B. madisonius (Douglass, 1909) 
                 |  `-- †B. pawniensis Frick, 1937
                 `--+-- †
Procranioceras
 skinneri Frick, 1937 
                    `--+--o †
Cranioceras
 Matthew, 1918
                       |  |-- †C. unicornis Matthew, 1918 
                       |  |-- †C. dakotensis Frick, 1937
                       |  |-- †C. pawniensis Frick, 1937
                       |  |-- †C. teres (Cope, 1874) 
                       |  `-- †C. clarendonensis Frick, 1937
                       `--o †
Pediomeryx
 Stirton, 1936 sensu lato 
                          |--o †
Yumaceras
 Frick, 1937 
                          |  |-- †Y. figginsi Frick, 1937
                          |  |-- †Y. hamiltoni (Webb, 1983)
                          |  `-- †Y. ruminalis Stirton, 1939
                          `-- †Pediomeryx hemphillensis Stirton, 1936 
```

## Paleoecologia
Sembra che gli ultimi dromomericidi (tra cui alcuni Cranioceratini) abbiano subito una pressione selettiva, finendo per cambiare dieta verso materiali più duri e fibrosi, come risultato di un'accresciuta aridità nel loro habitat. L'estinzione di questi animali potrebbe essere connessa con questo cambiamento nella struttura della vegetazione del Nordamerica alla fine del Miocene (Semprebon et al., 2004).

## Paleobiogeografia
I dromomericidi sono stati tra i primi ungulati nordamericani a colonizzare il Sudamerica, durante il Miocene superiore: fossili del genere Surameryx rinvenuti tra la Bolivia e il Brasile testimoniano che questi animali riuscirono ad arrivare nelle regioni settentrionali dell'America meridionale ben prima del cosiddetto Scambio faunistico americano, solitamente ritenuto un evento iniziato alla fine del Pliocene.